# Réseau de Leech
Le réseau de Leech est un réseau remarquable dans l'espace euclidien de dimension 24. Il est relié au code de Golay.

## Historique
Ernst Witt le découvre en 1940 mais ne publie pas cette découverte qui sera finalement attribuée à John Leech en 1965.

## Caractéristiques
Le réseau de Leech est caractérisé comme étant le seul réseau unimodulaire (en) pair en dimension 24 qui ne contient pas de racines, c'est-à-dire de vecteur v tel que (v,v)=2. Il a été construit par John Leech.
Le groupe des automorphismes du réseau de Leech est le groupe de Conway Co0.
Il y a exactement 24 réseaux unimodulaires pairs en dimension 24 (en). Ils ont été classifiés par Niemeier (en) en 1973.
Un gros trou est un point dans ℝ24 à distance maximale de tous les points du réseau de Leech. Conway, Parker et Sloane ont montré qu'il y a exactement 23 types de gros trous, avec une correspondance précise entre les gros trous et les réseaux de Niemeier.
Une des méthodes pour construire ce réseau consiste à faire intervenir un code (24,12,8) particulier (c'est-à-dire un codage permettant de transmettre 12 bits de données dans un message de longueur 24 bits, tel que deux codes valides quelconques diffèrent en au moins 8 emplacements).